# Holé brehy
Holé brehy jsou přírodní rezervace v katastrálním území obce Podhradie v okrese Topoľčany v Nitranském kraji na Slovensku. Území bylo vyhlášeno v roce 1976 a jeho rozloha je 5,44 hektaru. Předmětem ochrany jsou floristicky pestré a bohaté zbytky xerotermních společenstev s mimořádně hojným výskytem koniklece velkokvětého (Pulsatilla vulgaris subsp. grandis) ve východní části Považského Inovce.